# Cynoglossus sealarki
Cynoglossus sealarki es una especie de pez de la familia Cynoglossidae en el orden de los Pleuronectiformes.

## Distribución geográfica
Se encuentran en las  costas del oeste de la Océano Índico.